# Красноармейский район (Приморский край)
Красноарме́йский о́круг — административно-территориальная единица (район) и муниципальное образование (муниципальный район) в Приморском крае России.
Красноармейский округ — один из крупнейших административных районов Приморского края. По площади он занимает третье место в крае после Тернейского и Пожарского районов.
На территории Красноармейского округа люди жили много веков назад. Об этом свидетельствуют различные археологические находки.
Административный центр — село Новопокровка.
Общее количество поселений, входящих в состав округа — 10. Общее количество населённых пунктов, входящих в состав округа — 27.

## География
Красноармейский район — один из самых крупных на севере Приморского края, его площадь составляет более — 20 660 км² и охватывает наиболее представительную часть таёжного комплекса на западном склоне Сихотэ-Алиня. Ещё в начале XX века район был практически не заселён. Первыми русскими поселениями района считаются Новопокровка, Лукьяновка и Гончаровка.
Протяжённость границ составляет 725 км, административные границы только сухопутные.
На севере район граничит с Пожарским муниципальным районом, на востоке — с Тернейским муниципальным округом, на юго-востоке — с Дальнегорским городским округом, на юго-западе — с Дальнереческим муниципальным районом.
Расстояние от центра района от с. Новопокровка до города Дальнереченска 76 км. До краевого центра г. Владивосток по железной дороге и автомобильной трассе около 500 км.
Рельеф
На территории района распространён низко- и среднегорный рельеф центрального Сихотэ-Алиня. Восточная граница района проходит по его главному водоразделу. В направлении с востока на запад района абсолютные отметки хребтов и вершин уменьшаются от 1200—1600 м до 200—400 м. Высшая точка района — г. Высокая (1745 м). Расположение в бассейне реки Большая Уссурка даёт дополнительную возможность водного сообщения внутри района, а также выход в город Дальнереченск, где река впадает в реку Уссури, являющуюся крупным притоком реки Амур. На реке Арму, одном из притоков Большой Уссурки, есть Нанцинский водопад, скалы урочища «Мудацен», скала-камень «Ороченский бог».

Река Колумбэ, приток Бол. Уссурки, неподалёку от с. Мельничное

### Климат
Находящийся в предгорьях Сихотэ-Алиня и вдалеке от морского побережья Красноармейский район отличается резко континентальным климатом. Зимние температуры около −40°C и летние дневные около +35 °C — обычное явление для района. В с. Глубинное на востоке района находится полюс холода Приморского края. Среднегодовая температура 0,5°C ÷ 1,1°C. Летом климат — один из самых тёплых в России. Средние температуры в январе от −20 до −26, в июле от +13 в горах до +22 в долинах крупных рек. Однако, из-за суровой зимы, распространены только зимостойские сорта яблок, слив и войлочных вишен. На территории района повсеместно выращивают арбузы.
В Красноармейском районе посёлок Восток, сёла Богуславец, Вострецово, Дальний Кут, Измайлиха, Мельничное, Рощино, Молодёжное и Таёжное приравнены к районам Крайнего Севера.

### Полезные ископаемые
На территории Красноармейского административного района (Арминский рудный район) известно около 300 проявлений различных полезных ископаемых (олова, вольфрама, золота, бария, меди, молибдена, бериллия, висмута, цинка, ртути, серебра, фосфора, свинца, марганца, сурьмы, лития и других металлов и строительных материалов), в том числе и 35 месторождений.
Руды в районе представлены цветными и редкими металлами. Крупные месторождения олова — «Тернистое», «Таёжное», «Янтарное», полиметаллическое месторождение — «Зимнее» (свинец, цинк, олово).
В Красноармейском районе расположено одно из крупнейших месторождений вольфрама — «Восток-2», на котором, кроме вольфрама попутно добываются медь, золото, серебро, сера, а также известняк для производства извести. Многочисленные россыпи золота на реках Приисковой, Приманке, Кедровке, где, кроме золота, имеются драгоценные камни.

### Водные и биологические ресурсы
Особую ценность составляют водные ресурсы. Многочисленные реки, ручьи и озёра пока ещё не загрязнены промышленными стоками. Реки, преимущественно горные, обладают потенциалом для строительства гидроэлектростанций.
Уникальны биологические ресурсы. Леса Красноармейского района дают ценную древесину (сосна, ясень, дуб). Для производства лекарственных препаратов пользуются большим спросом женьшень, элеутерококк, аралия. Хозяйственное значение имеют животные. В тайге обитает много видов пушных зверей: соболь, норка, белка, колонок и другие.

## История
История заселения и освоения территории района относится к началу XX столетия. Первые поселенцы, во времена освоения Дальнего Востока (1902—1908 гг) две семьи — Дедух Захар, его жена Дедух Ганна, Зарюта Павел и его жена Зарюта Катерина вместе с детьми, прибыли на волах из Киева. Затем к ним присоединились жители различных губерний Европейской России, Украины и Белоруссии.
До советской власти территория современного района входила в две волости: Новопокровскую и Саровскую.
23 марта 1935 года президиума Дальневосточного краевого комитета принял постановление «О новой сети районов Хабаровской, Амурской и Уссурийской областей».
Постановлением ВЦИК от 23 января 1935 года и Постановлением Президиума Дальневосточного крайисполкома от 23 марта 1935 года № 390 был образован Постышевский район с центром в селе Новопокровка.
В 1936 году Постышевский район переименован в Красноармейский. По этому постановлению на территории, выделенной из Дальневосточного района, был образован Постышевский район. Входил он тогда в состав Хабаровской области Дальневосточного края, а 20 октября 1938 года перешёл в состав Уссурийской области Приморского края, которая 18 сентября 1943 года вошла непосредственно в состав Приморского края.
Активное заселение района началось с начала XX века. Переселенцы были из Воронежской, Киевской, Полтавской, Харьковской, Орловской, Каменец-Подольской, Житомирской, Могилевской губерний. По национальности — в основном украинцы, русские, белорусы, но были чуваши и удмурты. Во многих селах проживали корейцы и китайцы. Аборигены — удэгейцы, в основном жили в сёлах Санчихеза и Лаулю, занимались земледелием, рыболовством, охотой, различными промыслами.
С 1924 года на территории района работает Иманский лесхоз (ныне Рощинский).
Большая часть населения была занята в золотодобывающей и лесозаготавительной промышленности, становление которых происходило с 1937 года. Райпромкомбинат, образованный в конце 30-х годов и промартели занимались пошивом и ремонтом одежды, производством кирпича, изготовлением гончарной посуды, мебели и различной утвари, переработкой шерсти, обжигом извести, производством дегтя и др.
В 1947 году в селе Полтавка начал действовать Бейцухинский леспромхоз. В 1952 году для поиска новых запасов золота, полиметаллических руд и других полезных ископаемых в районе создается Иманская экспедиция, а к 1955 году — рудник Тернистый по добыче оловянных руд. В пятидесятые годы появляются лесозаготовительные пункты, в августе 1961 года открыто вольфрамовое месторождение, в 1977 году вошла в строй первая очередь Приморского горно-обогатительного комбината.
После укрупнения колхозов в 60-е годы образуются совхозы; 70-80-е годы в экономике района были ознаменованы становлением крупных предприятий лесозаготовительной промышленности и цветной металлургии.
В настоящее время на территории района зарегистрировано более четырёхсот хозяйствующих субъектов, из них самыми крупными являются два градообразующих предприятия цветной металлургии (ОАО Приморский ГОК и горнорудная компания «АИР»), крупные лесозаготовительные предприятия (ОАО Рощинский КЛПХ, ОАО «Мельничное»), кооператив «Энергия», занимающийся заготовкой и переработкой древесины, производством пиломатериалов. Деятельность этих предприятий в основной мере определяет социально-экономическое положение района.
Ежегодно район посещают около 300 туристских групп, так как на его территории находится более 80 археологических памятников, относящихся к разным историческим периодам. Наиболее известные из них — городище Бохайского периода — был найден во время раскопок на берегу реки Большая Уссурка у села Новопокровка, могильник близ села Рощино.
Первыми русскими поселениями района считаются Новопокровка, Лукьяновка и Гончаровка.

## Население
| 1939    | 1959    | 1970    | 1979    | 1989    | 1992    | 2002    | 2007    | 2008    |
| ------- | ------- | ------- | ------- | ------- | ------- | ------- | ------- | ------- |
| 24 433  | ↘17 869 | ↗19 918 | ↗22 547 | ↗27 555 | ↗27 800 | ↘20 820 | ↘20 688 | ↘20 500 |
| 2009    | 2010    | 2011    | 2012    | 2013    | 2014    | 2015    | 2016    | 2017    |
| ↘20 241 | ↘18 537 | ↘18 503 | ↘17 996 | ↘17 796 | ↘17 452 | ↘17 254 | ↘17 075 | ↘16 889 |
| 2018    | 2019    | 2020    | 2021    | 2022    | 2023    | 2024    |         |         |
| ↘16 636 | ↘16 167 | ↘15 877 | ↘14 453 | ↘14 351 | ↘14 116 | ↘13 859 |         |         |

Национальный состав района по данным переписи населения 1939 года: русские — 59,7% или 14 593 чел., украинцы — 32% или 7 792
чел.
Численность населения района на 1 января 2010 года составляла 20548 чел., в том числе городское — 3717, сельское — 16831 чел. В районе, как и в целом по краю, в 2010 г. сохранялась естественная убыль населения (79 чел.), это на 18 % выше показателя 2009 г., рост рождаемости — 4 %, рост смертности — 6,9 %. Миграционный приток населения увеличился в сравнении с 2009 г. в 3,3 раза и составил 182 чел, хотя в целом по Приморскому краю сохранялся отток населения.
|                                 | 2002 г.     | 2002 г.     | 2002 г.     | 2010г.   | 2010г.      | 2010г.      |
| оба пола                        | оба пола    | в том числе | в том числе | оба пола | в том числе | в том числе |
| оба пола                        | оба пола    | мужчины     | женщины     | оба пола | мужчины     | женщины     |
| ------------------------------- | ----------- | ----------- | ----------- | -------- | ----------- | ----------- |
| Все население в возрасте:       | человек     | человек     | человек     | человек  | человек     | человек     |
| моложе трудоспособного возраста | 4616        | 2419        | 2197        | 3686     | 1921        | 1765        |
| трудоспособном                  | 12614       | 6629        | 5985        | 10798    | 5816        | 4982        |
| старше трудоспособного          | 3590        | 1264        | 2326        | 4053     | 1305        | 2748        |
|                                 | в процентах |             |             |          |             |             |
| Все население в возрасте:       | 2002 г.     | 2002 г.     | 2002 г.     | 2010г.   | 2010г.      | 2010г.      |
| Все население в возрасте:       | оба пола    | в том числе | в том числе | оба пола | в том числе | в том числе |
| Все население в возрасте:       | оба пола    | мужчины     | женщины     | оба пола | мужчины     | женщины     |
| моложе трудоспособного возраста | 22,17       | 11,62       | 10,55       | 19,88    | 10,36       | 9,52        |
| трудоспособном                  | 60,59       | 31,84       | 28,75       | 58,25    | 31,38       | 26,88       |
| старше трудоспособного          | 17,24       | 6,07        | 11,17       | 21,86    | 7,04        | 14,82       |

Численность населения моложе трудоспособного возраста сократилась на 930 человек (на 20,66%). В межпереписной период из этой группы вышло поколение родившихся в 80-х годах прошлого столетия, а в возраст 8-15 лет вступило малочисленное поколение родившихся в 1990-х годах, что привело к снижению численности детей и подростков в возрасте 8-15 лет на 28% (на 665 человек). В то же время на 6,8%  увеличилась численность детей до 8 лет в связи с ростом рождаемости в межпереписной период.
Численность населения в трудоспособном возрасте за межпереписной период значительно сократилась на 1816 человек (на 14,40%). Свыше половины (56.1%) населения трудоспособного возраста составили лица в возрасте старше 35 лет.
Демографическая нагрузка
Существенное увеличение численности населения старше трудоспособного возраста привело к росту показателя демографической нагрузки (числа лиц нетрудоспособного возраста, приходящиеся на население трудоспособного возраста). Этот показатель возрос на 10% за счет увеличения (на 31.6%) нагрузки на трудоспособное население лицами старше трудоспособного возраста.
|                                                                                    | Все население                 | Все население                       | Все население |
| На 1000 жителей трудоспособного возраста приходится лиц нетрудоспособного возраста | В том числе                   | В том числе                         |               |
| На 1000 жителей трудоспособного возраста приходится лиц нетрудоспособного возраста | Детей и подростков (0-15 лет) | Лиц старше трудоспособного возраста |               |
| ---------------------------------------------------------------------------------- | ----------------------------- | ----------------------------------- | ------------- |
| 2002 г.                                                                            | 651                           | 366                                 | 285           |
| 2010 г.                                                                            | 716                           | 341                                 | 375           |
| 2010г. в % к 2002 г.                                                               | 109.98                        | 93,17                               | 131,58        |

Численность женщин, приходящаяся на 1000 мужчин в Красноармейском районе в 2010 году по сравнению с 2002 годом, возросла на 3% (1050).
По данным переписи населения 2010 года преобладание численности женщин района над численностью мужчин отмечается с 40-летнего возраста, а устойчивое – с 45-летнего возраста.
Заметные изменения произошли в возрастном составе населения. По итогам Всероссийской переписи населения 2010 года средний возраст жителей района составил 36,1 лет (в 2002 г. – 35,7 лет), в том числе у мужчин – 34,2 (34,1), а у женщин- 37,9 лет (37,3). За 8 лет жители Красноармейского района постарели на 0,4 года, мужчины – на 0,1 года, женщины – на 0,6 года.

## Муниципально-территориальное устройство
В Красноармейский муниципальный район входят 10 муниципальных образований, в том числе 1 городское поселение и 9 сельских поселений:
| №  | Муниципальное образование         | Административный центр | Количество населённых пунктов | Население (чел.) | Площадь (км²) |
| -- | --------------------------------- | ---------------------- | ----------------------------- | ---------------- | ------------- |
| 1  | Востокское городское поселение    | пгт Восток             | 1                             | 3236             | 1424,60       |
| 2  | Вострецовское сельское поселение  | село Вострецово        | 2                             | 1153             | 1554,00       |
| 3  | Глубинненское сельское поселение  | село Глубинное         | 1                             | 470              | 339,00        |
| 4  | Дальнекутское сельское поселение  | село Дальний Кут       | 3                             | 162              | 2912,00       |
| 5  | Измайлихинское сельское поселение | село Измайлиха         | 3                             | 342              | 1488,00       |
| 6  | Лукьяновское сельское поселение   | село Лукьяновка        | 6                             | 624              | 700,00        |
| 7  | Мельничное сельское поселение     | село Мельничное        | 1                             | 466              | 3104,00       |
| 8  | Новопокровское сельское поселение | село Новопокровка      | 3                             | 3355             | 134,40        |
| 9  | Рощинское сельское поселение      | село Рощино            | 5                             | 4485             | 1696,00       |
| 10 | Таёжненское сельское поселение    | село Молодёжное        | 2                             | 83               | 5851,00       |

## Населённые пункты
В Красноармейском районе 27 населённых пунктов, в том числе 1 городской населённый пункт (посёлок городского типа) и 26 сельских населённых пунктов (сёл).
| №  | Населённый пункт | Тип  | Население | Муниципальное образование         |
| -- | ---------------- | ---- | --------- | --------------------------------- |
| 1  | Восток           | пгт  | ↘3159     | Востокское городское поселение    |
| 2  | Богуславец       | село | ↘874      | Рощинское сельское поселение      |
| 3  | Вербовка         | село | ↘61       | Лукьяновское сельское поселение   |
| 4  | Вострецово       | село | ↘1142     | Вострецовское сельское поселение  |
| 5  | Глубинное        | село | ↘470      | Глубинненское сельское поселение  |
| 6  | Гоголевка        | село | ↘237      | Лукьяновское сельское поселение   |
| 7  | Гончаровка       | село | ↘262      | Лукьяновское сельское поселение   |
| 8  | Дальний Кут      | село | ↘192      | Дальнекутское сельское поселение  |
| 9  | Дерсу            | село | ↗19       | Дальнекутское сельское поселение  |
| 10 | Измайлиха        | село | ↘287      | Измайлихинское сельское поселение |
| 11 | Крутой Яр        | село | ↘547      | Рощинское сельское поселение      |
| 12 | Лимонники        | село | ↘176      | Измайлихинское сельское поселение |
| 13 | Лукьяновка       | село | ↘355      | Лукьяновское сельское поселение   |
| 14 | Мельничное       | село | ↘466      | Мельничное сельское поселение     |
| 15 | Метеоритный      | село | ↘146      | Измайлихинское сельское поселение |
| 16 | Молодёжное       | село | ↘218      | Таёжненское сельское поселение    |
| 17 | Незаметное       | село | ↘39       | Вострецовское сельское поселение  |
| 18 | Новокрещенка     | село | ↘304      | Новопокровское сельское поселение |
| 19 | Новопокровка     | село | ↘3095     | Новопокровское сельское поселение |
| 20 | Островной        | село | ↘3        | Дальнекутское сельское поселение  |
| 21 | Покровка         | село | ↘20       | Лукьяновское сельское поселение   |
| 22 | Ромны            | село | ↘145      | Новопокровское сельское поселение |
| 23 | Рощино           | село | ↘3211     | Рощинское сельское поселение      |
| 24 | Саровка          | село | ↘50       | Лукьяновское сельское поселение   |
| 25 | Таборово         | село | ↘77       | Рощинское сельское поселение      |
| 26 | Таёжное          | село | ↘67       | Таёжненское сельское поселение    |
| 27 | Тимохов Ключ     | село | ↘1        | Рощинское сельское поселение      |

Упразднённый населённый пункт
- Кедровка (2001 год)

## Местное самоуправление
Администрация
Адрес: 692120, с. Новопокровка, ул. Советская, 74. Телефон: 8 (42359) 2-19-56 Сайт Администрации
Главы администрации
- Ожиганов Валерий Михайлович - Глава Администрации района
- Гриценко Наталья Николаевна - Глава района

## Экономика
В статистическом регистре на 1 января 2010 г. учтено 392 хозяйствующих субъекта всех видов экономической деятельности и 330 индивидуальных предпринимателя. В 2009 г. численность экономически активного населения составила 8900 чел. — 43 % общей численности населения района. Численность работающих в организациях района составляет 5,7 тыс. чел., в том числе работающих пенсионеров — 1,7 тыс. чел. или 29 %.
В рейтинге экономического развития из 34 муниципальных районов Приморского края по итогам 10 месяцев 2011 года район занимает 9 место, в расчете на душу населения — 3 место. Темп роста к соответствующему периоду 2010 года составил 2,1 раза за счет увеличения добычи полезных ископаемых, объём отгрузки которых составил 2,8 млрд руб. Основой экономики района являются добыча полезных ископаемых (ОАО «Приморский ГОК», ОАО «ГРК „АИР“») и лесная и деревообрабатывающая промышленность (ОАО «Рощинский КЛПХ», субъекты малого предпринимательства). Деятельность указанных предприятий, являющихся градообразующими, напрямую отражает наполняемость бюджета, определяет социально-экономическое положение района.
Производство товаров и услуг по полному кругу предприятий за указанный период составило 4,4 млрд руб., что составляет 1 % от оборота Приморского края. Балансовая прибыль крупных и средних предприятий увеличилась в 3,7 раза и составила 1,1 млрд руб., 3 место в крае.
На территории района созданы определенные условия для развития предпринимательства, темп роста действующих субъектов сохраняется. В структуре субъектов малого предпринимательства 72 % составляют предприятия потребительского рынка, 15 % лесной и деревообрабатывающей отрасли, 4 % — сельскохозяйственной отрасли, 7 % занимаются другими отраслями.
На сегодняшний день предпринимательство играет важную роль в развитии экономики района, позволяя создавать новые рабочие места, производить конкурентоспособную продукцию, повышать уровень благосостояния жителей района. В мае 2011 года при поддержке депутата Законодательного Собрания Приморского края В. В. Милуша проведен «День Российского предпринимателя». Для стимулирования развития потенциальной ниши и точки роста района разработана долгосрочная муниципальная целевая программа по развитию туризма, в августе проведен круглый стол по данному вопросу с привлечением всех заинтересованных лиц.
С учётом усиления конкуренции за квалифицированную рабочую силу, дефицит рабочей силы (особенно квалифицированной) становится одним из важнейших барьеров экономического роста района.
В районе выпускается газета «Сихотэ-Алинь».
В области физической культуры и массового спорта в 2011 году на территории Красноармейского муниципального района функционировало 40 секций по 8 видам спорта: хоккею с шайбой (11), волейболу (10), баскетболу (8), лыжным гонкам (5), настольному теннису (1), бодибилдингу (2), кикбоксингу (1), плаванию (2).